# Jonathan Dasnières de Veigy
Jonathan Dasnières de Veigy (* 5. ledna 1987 Nîmes) je francouzský profesionální tenista. Ve své dosavadní kariéře na okruhu ATP World Tour nevyhrál žádný turnaj. Na challengerech ATP získal k srpnu 2011 pět titulů ve dvouhře a dva ve čtyřhře.
Na žebříčku ATP byl nejvýše ve dvouhře klasifikován v červenci 2010 na 201. místě a ve čtyřhře pak v srpnu 2011 na 426. místě. K roku 2011 jej trénoval Thierry Ascione.

## Tituly na challengerech ATP a okruhu Futures

### Dvouhra: 9 (5–4)
| Legenda           |
| ----------------- |
| Challengery (2–0) |
| Futures (5–2)     |

| Stav      | Č. | Datum (finále)    | Turnaj                         | Povrch     | Soupeř ve finále       | Výsledek           |
| Vítěz     | 1. | 25. května 2007   | Krško, Slovinsko               | antuka     | Rok Jarc               | 6–4, 6–3           |
| Vítěz     | 2. | 30. července 2007 | Budapešť, Maďarsko             | antuka     | Jiří Školoudík         | 6–2, 6–1           |
| Vítěz     | 3. | 13. srpna 2007    | Piešťany, Slovensko            | antuka     | Filip Zeman            | 6–1, 6–2           |
| Vítěz     | 4. | 14. července 2008 | Saint-Gervais (Isère), Francie | tvrdý      | Julien Jeanpierre      | 7–6(7–5), 5–7, 6–3 |
| Finalista | 1. | 13. října 2008    | Casablanca, Maroko             | antuka     | Lamine Ouahab          | 6–4, 6–3           |
| Vítěz     | 5. | 24. dubna 2009    | Vero Beach, USA                | Clay (Red) | Timothy Neilly         | 6–7(6–8), 6–3, 6–1 |
| Finalista | 2. | 29. června 2009   | Montauban, Francie             | antuka     | Andreas Haider-Maurer  | 6–2, 6–4           |
| Finalista | 3. | 27. července 2009 | Saransk, Rusko                 | antuka     | Íñigo Cervantes-Huegún | 7–5, 6–4           |
| Finalista | 4. | 10. srpna 2009    | Samarkand, Uzbekistán          | antuka     | Dustin Brown           | 7–6(7–3), 6–3      |

### Čtyřhra: 2 (2–0)
| Legenda           |
| ----------------- |
| Challengery (1–0) |
| Futures (1–0)     |

| Stav  | Č. | Datum             | Turnaj  | Povrch | Spoluhráč       | Finalisté                              | Výsledek           |
| Vítěz | 1. | 19. června 2006   | Alkmaar | antuka | Dominique Coene | Romano Frantzen Nick van der Meer      | 6–1, 2–6, 7–6(7–5) |
| Vítěz | 2. | 31. července 2011 | Tampere | antuka | David Guez      | Pierre-Hugues Herbert Nicolas Renavand | 5–7, 6–4, [10–5]   |